# Ivan Vrba
Ivan Vrba (Zlín, 15 de juny de 1977) és un ciclista txec que s'especialitzà en la pista. El 2004, va guanyar una medalla al Campionat del món de Keirin.

## Palmarès
- 2005
  -  Campió de Txèquia en Velocitat

### Resultats a laCopa del Món en pista
- 2000
  - 1r a Cali, en Keirin
- 2002
  - 1r a Kunming, en Scratch